# Ludwig Freyberger
.Ludwig Freyberger (* 22. Mai 1865 in Krems; † 22. August 1934 in Buxton (Derbyshire)) war ein österreichisch-britischer Arzt und Pathologe.

## Leben
Ludwig Freyberger war der Sohn des Steueroberinspektors Ludwig und seiner Frau Amalia Freyberger. In Krems besuchte er das  k.k. Gymnasium und erhielt 17. Juli 1883 das Zeugnis der Reife. Ab dem Wintersemester 1883/1884 studierte er Medizin an der Universität Wien. Nach der Promotion am 7. Juni 1889 war er als Assistent von Professor Carl Wilhelm Hermann Nothnagel in Wien tätig.
Anfang November 1892 ging Freyberger nach London, wo er nach Angabe von Karl Kautsky Friedrich Engels mit einer Empfehlung von Engelbert Pernerstorfer aufsuchte. 
Nach Tätigkeiten in verschiedenen Londoner Krankenhäusern wurde er 1896 Mitglied der Pathological Society of London. Als bestellter Sachverständiger untersuchte er unter anderem die Fälle des Seriengiftmörders George Chapman, des Bergwerksbesitzers und Bilanzfälschers James Whitaker Wright (1846–1904) sowie des amerikanischen Journalisten und Schriftstellers Harold Frederic.
Er stand mit August Bebel im Briefwechsel für eine Ausgabe von dessen Die Frau und der Sozialismus. Dafür analysierte er das Buch von Alfred Hegar: Der Geschlechtstrieb. Eine social-medicinische Studie. Stuttgart 1894 auch in der Neuen Zeit.
Freyberger heiratete im Februar 1894 Louise Kautsky (1860–1950), die bis 1889 mit Karl Kautsky verheiratet gewesen war. Am 6. November 1894 wurde die Tochter Louise Frieda (1894–1977) geboren. Mit Friedrich Engels lebte die Familie in einem Haus in der Regent’s Park Road 41. Ludwig Freyberger wurde der letzte Hausarzt von Friedrich Engels. Dieser bedachte ihn in seinem Testament, nachdem Freyberger ihn stets kostenlos behandelt hatte.
Freyberger erhielt 1897 die britische Staatsbürgerschaft, die ihm 1919 auf Grund der antideutschen Stimmung wieder aberkannt wurde.
Als politischer Schriftsteller veröffentlichte Freyberger  zwei Aufsätze.  Einer davon, die Rezension Der Geschlechtstrieb,  wurde in der sozialdemokratischen Zeitschrift die Neue Zeit 1894 veröffentlicht, der andere in der Zeitschrift Deutsche Worte in Wien. Als Autor trat Freyberger vor allen Dingen mit seinen Büchern The Pocket Formulary for the treatment of disease in children und der englischen Bearbeitung von H. S. Frankels  The treatment of tabetic ataxia by means of systematic exercise und zahlreichen Aufsätzen z. B. in den „Transactions of the Pathological Society of London“ hervor.
Freyberger starb 1934 mittellos bei einem Hotelaufenthalt in Buxton.

## Schriften
- Der Geschlechtstrieb. In: Die neue Zeit. Revue des geistigen und öffentlichen Lebens. 13.1894-95, 1. Bd.(1895), Heft 2, S. 50–53 Digitalisat
- The Pocket Formulary for the treatment of disease in children. Rebman, London 1898.
- The treatment of tabetic ataxia by means of systematic exercise. Rebman, London 1902.
- The Practitioner’s Pocket Pharmacology and Formulary. Heinemann, London 1917.